# Muyovozi
Muyovozi är ett vattendrag i Burundi.   Det ligger i provinsen Rutana, i den södra delen av landet, 120 km sydost om huvudstaden Bujumbura.
I omgivningarna runt Muyovozi växer huvudsakligen savannskog. Runt Muyovozi är det ganska tätbefolkat, med 80 invånare per kvadratkilometer.